# Argyrolobium lancifolium
Argyrolobium lancifolium är en ärtväxtart som beskrevs av Burtt Davy. Argyrolobium lancifolium ingår i släktet Argyrolobium och familjen ärtväxter. Inga underarter finns listade i Catalogue of Life.